# أمين جوزيف
أمين جوزيف (بالإنجليزية: Amin Joseph)‏ هو ممثل أمريكي، ولد في 26 أبريل 1980 بكوينز في الولايات المتحدة.

## أعمال

### مسلسلات
- تساقط الثلوج

## وصلات خارجية
- أمين جوزيف على موقع IMDb (الإنجليزية)
- أمين جوزيف على موقع قاعدة بيانات الفيلم (الإنجليزية)